# 川又洋子
川又 洋子（かわまた ようこ、1953年6月28日 - ）は、日本の元女子バレーボール選手。

## 来歴
茨城県鹿島郡鉾田町（現鉾田市）出身。中学時代に学級対抗でハイジャンプに出場していたところ、先生に勧められてバレーボール部に入部する。
水戸大成女子高校在学中には、インターハイや国体、春高バレーなどで活躍した。国体関東ブロック戦では久喜高校や中村高校など強豪校を破って優勝に貢献した。1972年に日本リーグの東京三洋電機（当時）に入部。1976年から2シーズンチーム主将を務めた。
1978年に全日本入りを果たし、アジア大会（1978年）、アジア選手権（1979年）に出場した。

## 球歴
- 所属チーム履歴

町立鉾田南中学 → 水戸大成女子高校 → 三洋電機（1972-1980年 ）
- 全日本代表 - 1978-1980年
- 受賞歴
  - 1980年 - 第11回実業団リーグ 敢闘賞、スパイク賞